# Ramzi Ahmed Yousef

Ramzi Ahmed Yousef

Ramzi Ahmed Yousef (arabisch رمزي أحمد يوسف, DMG Ramzī Aḥmad Yūsuf, auch Ramsi Ahmed Yussef, Ramzi Mohammed Yousef, Abdul Basit Mahmud Abdul Karim; * 20. Mai 1967 in Kuwait) ist einer der Drahtzieher des Bombenanschlags auf das World Trade Center 1993. Er wurde am 7. Februar 1995 in der pakistanischen Hauptstadt Islamabad verhaftet und verbüßt nach der Auslieferung in einem US-Bundesgefängnis eine 240-jährige Haftstrafe. 2007 gab Yousef bekannt „zu Jesus gefunden zu haben“ und zum Christentum konvertiert zu sein.

## Jugend und Ausbildung
Yousef ist ein Staatsbürger Kuwaits und hat sowohl pakistanische wie auch palästinensische Vorfahren. Er ist ein Neffe von Chalid Scheich Mohammed, einem ehemaligen hochrangigen Mitglied der Terrororganisation al-Qaida und Chefplaner des Bombenanschlags auf das World Trade Center 1993. Sein Vater, von Beruf Ingenieur sowie auch sein Onkel Chalid Scheich Mohammed, stammen beide aus der pakistanischen Provinz Belutschistan.
Er wuchs in einem Umfeld palästinensischer Minderheiten in Kuwait auf, wo er auch zur Schule ging. Yousef spricht mehrere Sprachen, unter anderem Arabisch, Belutschisch, Englisch und Urdu.
1989 schloss er sein Studium als Elektrotechniker an der Swansea Metropolitan University (ehem. West Glamorgan Institute) im britischen Swansea erfolgreich ab. Dort schloss er sich auch einer Splittergruppe der ägyptischen Muslimbruderschaft an.

## Bombenanschlag auf das World Trade Center

### Einreise
Am 1. September 1992 reiste Ramzi Ahmed Yousef zusammen mit Ahmed Ajaj – ein Mitbeteiligter der Anschläge – mit einem ungültigen irakischen Pass in die USA ein. Yousefs Begleiter Ajaj wurde festgenommen, weil er diverse verdächtige Gegenstände im Gepäck hatte. Dabei fiel nicht nur ein schlecht gefälschter schwedischer Pass, sondern auch eine Anleitung mit Tipps „wie man am besten die US-Einreisebehörde belügt“, auf. Außerdem fand man bei ihm ein Buch mit Anleitungen zum Bombenbau sowie Videos von Selbstmordattentätern. Yousef selbst wurde vom damaligen INS zur Überprüfung zurückgehalten. Er stellte einen Antrag auf politisches Asyl und bekam eine Anhörung, die positiv verlief.

### Vorbereitungen
Am 9. November 1992 wurde er von der Polizei von Jersey City in einer Routinekontrolle aufgegriffen. Nachdem er sich nicht ausweisen konnte, behauptete er, dass er seinen Pass verloren hätte. Er heiße Abdul Basit Mahmud Abdul Karim, sei pakistanischer Staatsbürger und sei in Kuwait aufgewachsen. Infolgedessen stellte das pakistanische Konsulat in New York am 31. Dezember 1992 einen befristeten Pass unter dem Namen Abdul Basit Mahmud Abdul Karim aus, den Yousef der Polizei zu Protokoll gegeben hatte.
Mit diesem neuen Pass im Gepäck reiste Yousef zwischen den beiden Bundesstaaten New York und New Jersey hin und her und hielt per Mobiltelefon Kontakt zum ägyptischen militanten Kleriker Umar Abd ar-Rahman. Außerdem hatte er weiterhin Kontakt zu weiteren militanten Extremisten in Belutschistan.
Ahmed Ajaj indessen hielt mit Yousef vom Gefängnis aus Kontakt. Obwohl ein Richter das belastende Beweismaterial gegen Ajaj im Dezember 1992 wieder freigab, welches im FBI-Büro von New York zur Abholung bereitlag, nutzte Ajaj diese Gelegenheit nicht, das Buch mit der Anleitung zum Bombenbau wiederzuerlangen. In einem verschlüsselten Telefongespräch mit Yousef riet dieser ihm, die Unterlagen beim FBI lieber liegenzulassen als den Plan des Attentats aufs Spiel zu setzen.
Zu dieser Zeit begann Yousef mit dem Beschaffen der Chemikalien für den Bau einer 700-kg-Harnstoffnitrat-Bombe. Mithelfer waren Mohammed A. Salameh und Mahmud Abouhalima, beide verstrickt im Mordanschlag des Hauptverdächtigen El Sayyid Nosair auf den Rabbiner Meir Kahane.
In nur kurzer Zeit, zwischen Ende 1992 und Anfang 1993, verschuldete Yousef drei Fahrzeugunfälle im Straßenverkehr. Als er selbst bei einem dieser Unfälle verletzt und ins Krankenhaus eingeliefert wurde, bestellte er vom Krankenhauszimmer aus die Chemikalien, die er zum Bau der Bombe benötigte.
Bei einem späteren Interview der Fernsehanstalt CBS mit Abdul Rahman Yasin, einem der Mitverschwörer des Komplotts, sagte dieser aus, dass Ramzi ursprünglich den Plan hatte, ein Attentat auf das jüdische Viertel in New York auszuführen, den er später aber dann umänderte. Yasin gab an, dass Ramzi in einem terroristischen Trainingslager nahe der pakistanischen Stadt Peschawar im Umgang mit Sprengstoff und Bombenbau ausgebildet worden war.
Einige Tage vor dem Attentat mietete Yousef einen Umzugskleintransporter des Mietwagenunternehmens Ryder System, den er am 26. Februar 1993, dem Tag des Anschlags, mit der Bombe bestückte. Danach fuhr er in das unterirdische Parkhaus des nördlichen WTC-Turms und stellte das Fahrzeug ab, worauf kurz danach die Explosion erfolgte.
Bei dem Anschlag verloren sechs Menschen ihr Leben und weit über 1000 wurden verletzt.

### Flucht
Yousef schickte ein Bekennerschreiben an die New York Times. Nur Stunden später saß Youssef bereits in einem Flugzeug auf der Flucht nach Pakistan. In den späteren Ermittlungsakten nach seiner Festnahme gab er den Behörden an, dass er bei seinem Plan die Hoffnung gehegt habe, die Explosion würde das Fundament des Nord-Turms so in Mitleidenschaft ziehen, dass dieser auf den Süd-Turm umfallen und diesen mitreißen würde.

## Attentat auf Philippine-Airlines-Flug 434
Am 10. Dezember 1994 schleuste Yousef im Rahmen der Operation Bojinka als Armaldo Forlani eine Bombe an Bord des Philippine-Airlines-Fluges 434, die den zentralen Treibstofftank des Flugzeugs zur Explosion bringen sollte. Bei der Explosion der Bombe kam ein Passagier ums Leben; mehrere weitere wurden schwer verletzt. Aufgrund einer Fehlkalkulation der Attentäter blieb die Maschine jedoch flugfähig und konnte landen; es kamen keine weiteren Passagiere ums Leben. Bei den darauffolgenden Ermittlungen stießen die Behörden zufällig auf Yousefs Wohnung in Manila, da dieser dort mit einem Komplizen bei Experimenten mit Chemikalien versehentlich einen Brand ausgelöst hatte, in dessen Folge der Pförtner Feuerwehr und Polizei alarmiert hatte. Yousef konnte zunächst fliehen, doch fand man in seiner Wohnung mehrere gefälschte Pässe mit unterschiedlichen Namen und außerdem Hinweise darauf, dass er etwas mit dem Flugzeugattentat zu tun haben musste, sowie Beweise, dass er den Papst töten wollte.

## Verhaftung
Kurz nach dem Anschlag am 21. April 1993 setzte das FBI Yousef als 436. meistgesuchte Person auf ihre Liste. Am 7. Februar 1995 gelang es dann dem militärischen Geheimdienst Pakistans ISI in Zusammenarbeit mit dem Bureau of Diplomatic Security der Vereinigten Staaten, Ramzi Ahmed Yousef im Su-Casa Guest House in Islamabad zu verhaften. Dabei überwältigten Agenten des ISI sowie Angehörige der US-amerikanischen Mobile Security Division – einer taktischen Spezialeinheit des Sicherheitsdienstes des US-Außenministeriums – Yousef in einem Überraschungszugriff.
Yousef wurde von Istaique Parker verraten, einem Mann, den Yousef vergeblich versucht hatte, für seine Zwecke zu rekrutieren. Parker bekam für den Tipp, der zur Festnahme Yousefs führte, eine Belohnung von zwei Millionen US-Dollar.

## Verurteilung
Am 12. November 1997 wurde Yousef für schuldig befunden, der Drahtzieher des Bombenanschlags auf das World Trade Center von 1993 gewesen zu sein, und wegen staatsgefährdender Verschwörung zu einer Haftstrafe von 240 Jahren verurteilt.
Er ist seitdem im Bundesgefängnis ADX Florence in Florence im US-Bundesstaat Colorado inhaftiert. Die Handschellen, die Ramzi Yousef nach seiner Verhaftung in Pakistan trug, sind im internen FBI-Museum des J. Edgar Hoover Buildings, dem Hauptsitz des FBI in Washington, D.C., ausgestellt.

## Pseudonyme
Ramzi Ahmed Yousef war dafür bekannt, dass er etliche Falschnamen benutzte, u. a. folgende:
- Ramzi Yousef Ahmad, Rasheed Yousef, Ramzi Ahmad Yousef, Kamal Abraham, Muhammud Azan, Ramzi Yousef, Rashid Rashid, Kamal Ibraham, Ramzi Yousef Ahmed, und Abdul Bassett.

Weitere Pseudonyme benutzte er als Marokkaner mit gefälschtem Pass 1995 in Manila, Philippinen:
- Najy Awaita Haddad, Dr. Paul Vijay, Adam Sali, Adam Adel Ali, Adam Khan Baluch, Doctor Adel Sabah, Dr. Richard Smith, Azan Muhammed, Adam Ali Qasim, Armaldo Forlani, Muhammad Ali Baloch, Adam Baloch, Kamal Ibraham, Abraham Kamal, Khuram Khan.[6]